# In den Kuhlen
In den Kuhlen ist ein Ortsteil von Halver im Märkischen Kreis im Regierungsbezirk Arnsberg in Nordrhein-Westfalen (Deutschland).

## Lage und Beschreibung
In den Kuhlen liegt im westlichen Halver an der Stadtgrenze zu Radevormwald und Wipperfürth. Nachbarorte sind In den Eicken, Auf der Bever, Büchenbaum, Hohenplanken und Schwenke, sowie die Radevormwalder Orte Obergraben und  Untergraben und die Wipperfürther Orte Schwelmersiepen und Kahlenberg. Der Ort ist über Nebenstraßen der Kreisstraße K3 bei Schwenke erreichbar.
Östlich vom Ort hat sich im ersten Drittel des 20. Jahrhunderts an der Kreisstraße K3 ein Gewerbebetrieb niedergelassen, der heute auch zum Ortsbereich zählt.

## Geschichte
In den Kuhlen wurde erstmals 1473 urkundlich erwähnt, die Entstehungszeit der Siedlung wird im Zeitraum zwischen 1300 und 1400 in der Folge der zweiten mittelalterlichen Rodungsperiode vermutet. In den Kuhlen ist ein Abspliss von Auf der Bever.
1818 lebten fünf Einwohner im Ort. 1838 gehörte In den Kuhlen der Eickhöfer Bauerschaft innerhalb der Bürgermeisterei Halver an. Der laut der Ortschafts- und Entfernungs-Tabelle des Regierungs-Bezirks Arnsberg als Kotten kategorisierte Ort besaß zu dieser Zeit ein Wohnhaus. Zu dieser Zeit lebten acht Einwohner im Ort, allesamt evangelischen Glaubens.
Das Gemeindelexikon für die Provinz Westfalen von 1887 gibt eine Zahl von vier Einwohnern an, die in einem Wohnhaus lebten.